# Les Richter
Leslie Alan „Les“ Richter (* 26. Oktober 1930 in Fresno, Kalifornien; † 12. Juni 2010 in Riverside, Kalifornien) war ein US-amerikanischer American-Football-Spieler und Motorsportfunktionär.

## Spielerlaufbahn
Richter spielte von 1949 bis 1951 an der University of California College Football und kam sowohl in der Defense, als auch im Offense und in den Special Teams zum Einsatz. Im ersten Jahr spielte er zunächst als Linebacker, kam aber in den folgenden beiden Spieljahren auch als Guard und Kicker zum Einsatz. 1950 und 1951 wurde er zum All American gewählt. Er war stellvertretender Spielführer in der Footballmannschaft, aber auch im Rugby Team des Colleges. Auch seine akademischen Leistungen waren sehr gut. Er schloss sein Studium als Klassenbester ab.
In der NFL Draft 1952 wurde Richter in der ersten Runde als zweiter Spieler von den New York Yanks verpflichtet. Diese stellten jedoch noch vor der Saison den Spielbetrieb ein und alle Spieler, die 1952 von den Yanks gedraftet wurden, gingen an das neue Team der Liga, die Dallas Texans. Er spielte allerdings auch nie für die Texans (die noch im gleichen Jahr den Spielbetrieb einstellten) und wurde im Tausch gegen elf Spieler an die Los Angeles Rams abgegeben.
Bevor er 1954 bei den Rams debütierte, schloss sich für zwei Jahre der US Army an. Bei den Rams kam Richter wiederum auf verschiedenen Positionen zum Einsatz und war unter anderem als Guard für den Schutz von Norm Van Brocklin verantwortlich, der Quarterback für die Rams spielte. 1955 konnte Richter unter Trainer Sid Gillman mit seiner Mannschaft ins NFL Championship Game einziehen. Dort mussten sich die Rams den Cleveland Browns mit 38:14 geschlagen geben. Richter konnte mit einem Sack gegen Quarterback Otto Graham die Niederlage seiner Mannschaft nicht verhindern. Ab 1957 war Richter Mannschaftskapitän der Abwehr. 1962 spielte er kurzfristig aufgrund einer Verletzung von Art Hunter auch als Center für seine Mannschaft. Nach neun Spieljahren bei den Rams beendete er 1962 seine Laufbahn.

## Motorsport
Richter beteiligte sich zusammen mit Bob Hope und weiteren Investoren bereits 1959 an einer Rennstrecke in Kalifornien. Er leitete den Riverside International Raceway und war 1973 Mitbegründer des Motorsportverbandes International Race of Champions. Richter blieb bis zu seinem Tod dem Rennsport in verschiedenen Funktionen treu, zuletzt als Vize-Präsident der NASCAR. Leslie Richter wohnte zuletzt in Riverside, war verheiratet und hatte zwei Kinder. Er ist auf dem Riverside National Cemetery beerdigt.

## Ehrungen
Les Richter wurde in acht Pro Bowls gewählt, wurde sechsmal zum All Pro gewählt und fand 1982 Aufnahme in die College Football Hall of Fame. 2009 wurde er in die Motorsports Hall of Fame of America aufgenommen. Im Jahr 2011 erfolgte nach seinem Tod schließlich die Aufnahme in die Pro Football Hall of Fame. Die Stadt Riverside hat ihn in die Riverside Sport Hall of Fame aufgenommen, sein College ehrt ihn in der University of California Athletic Hall of Fame.

## Quelle
- Jens Plassmann: NFL – American Football. Das Spiel, die Stars, die Stories (= Rororo. 9445 rororo Sport). Rowohlt, Reinbek bei Hamburg 1995, ISBN 3-499-19445-7.